# مانسوة صغيرة الأوراق
مانسوة صغيرة الأوراق (الاسم العلمي:Mansoa parvifolia) هي نوع من النباتات تتبع جنس المانسوة من الفصيلة البنيونية.